# Ermita de Garrastatxu (Barambio)
Ermita de Garrastatxu (Barambio), o Ermita Santuario de Nuestra Señora de la Piedad de Garrastatxu, es un edificio religioso católico situado en el concejo de Barambio, perteneciente al ayuntamiento de Amurrio, en la provincia de Álava, País Vasco (España) cuya construcción se remonta a 1626.

## Localización
La ermita ocupa una posición estratégica al sureste del núcleo principal de Barambio, a 600 metros de altitud y sobre el barranco del río Altube, rodeada de bosques con extensos pinares, los hayedos de Altube y del monte Burbona y los robles y encinas del barranco de Katxabaso. Desde la cima de esta colina redondeada, de fácil acceso desde Baranbio, la vista abarca parte de los territorios de Álava y de Vizcaya, desde la Sierra Salvada hasta las cimas del Parque Natural de Gorbeia. La subida a la ermita es dura, con varias rampas cercanas al 20% combinadas con curvas muy cerradas.

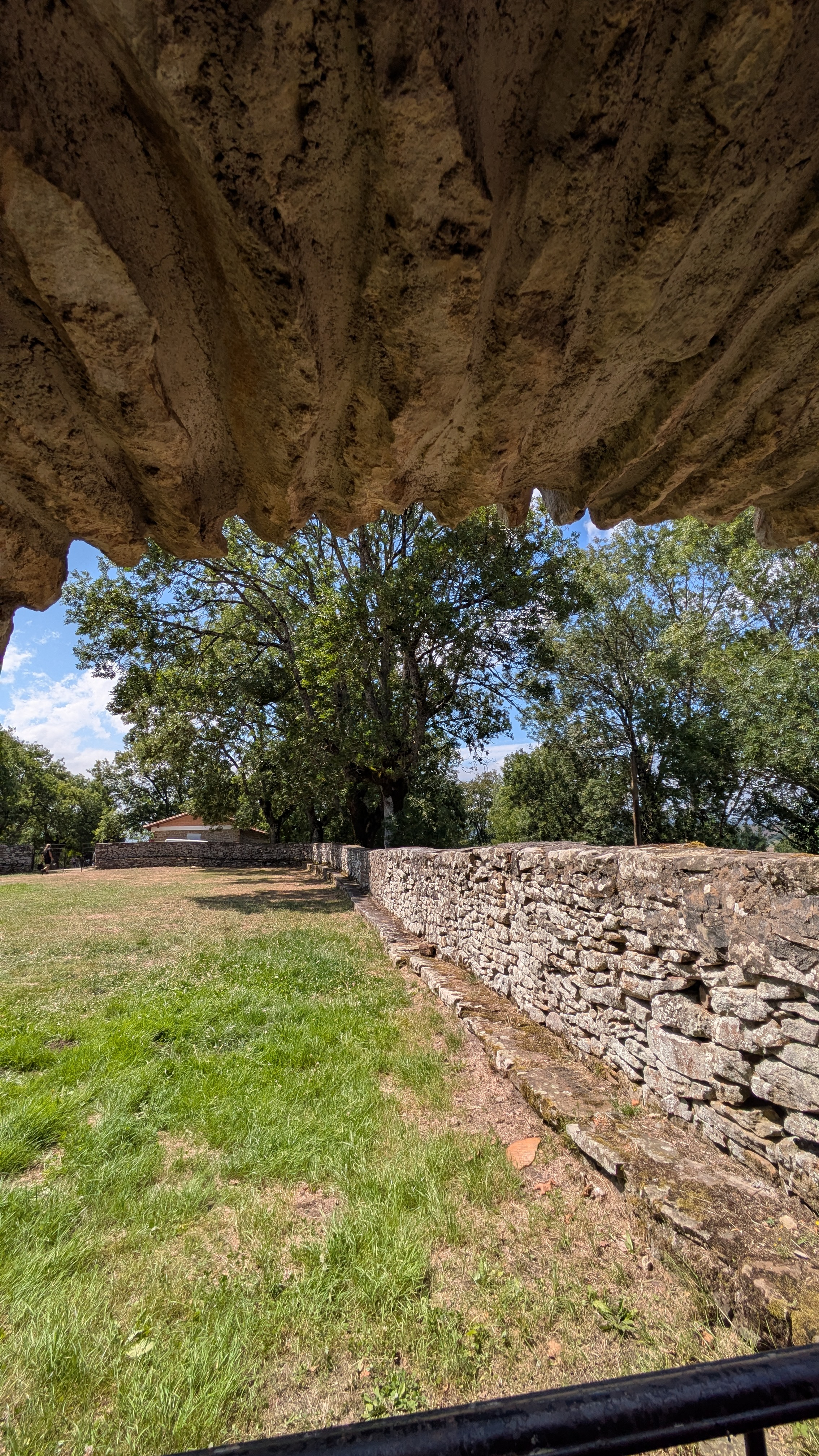
Parte del muro del recinto cuadrangular exterior

## Historia
Construida en 1626, tenía en su haber colmenas, cabezas de ganado, arbolado y otros bienes que permitían al templo sacar beneficios de la carne, cera, lana, carbón y otros productos. A todo ello había que sumar los numerosos donativos de los fieles: en 1704, un natural de lugar llamado Juan de Ugarte, muerto en las Indias, donó a la ermita la cantidad de 50 escudos. Ha sido a lo largo de los siglos un centro de gran devoción en la comarca.
Los días de romería eran el 13 de junio (San Antonio), el 16 de agosto (San Roque) y la festividad titular que se celebraba el día 8 de septiembre. El día de San Marcos, 25 de abril, el mayordomo de la cofradía, el alcalde y el párroco hacían la visita anual para ver las posesiones y el estado en que se encontraba el patrimonio de la ermita. Se concluía con una comida a la que se invitaba a representantes de la vecindad de Garrastatxu. Ese día se hacían rogativas en la procesión que se desarrollaba desde la iglesia de Barambio hasta Garrastatxu.

## Descripción

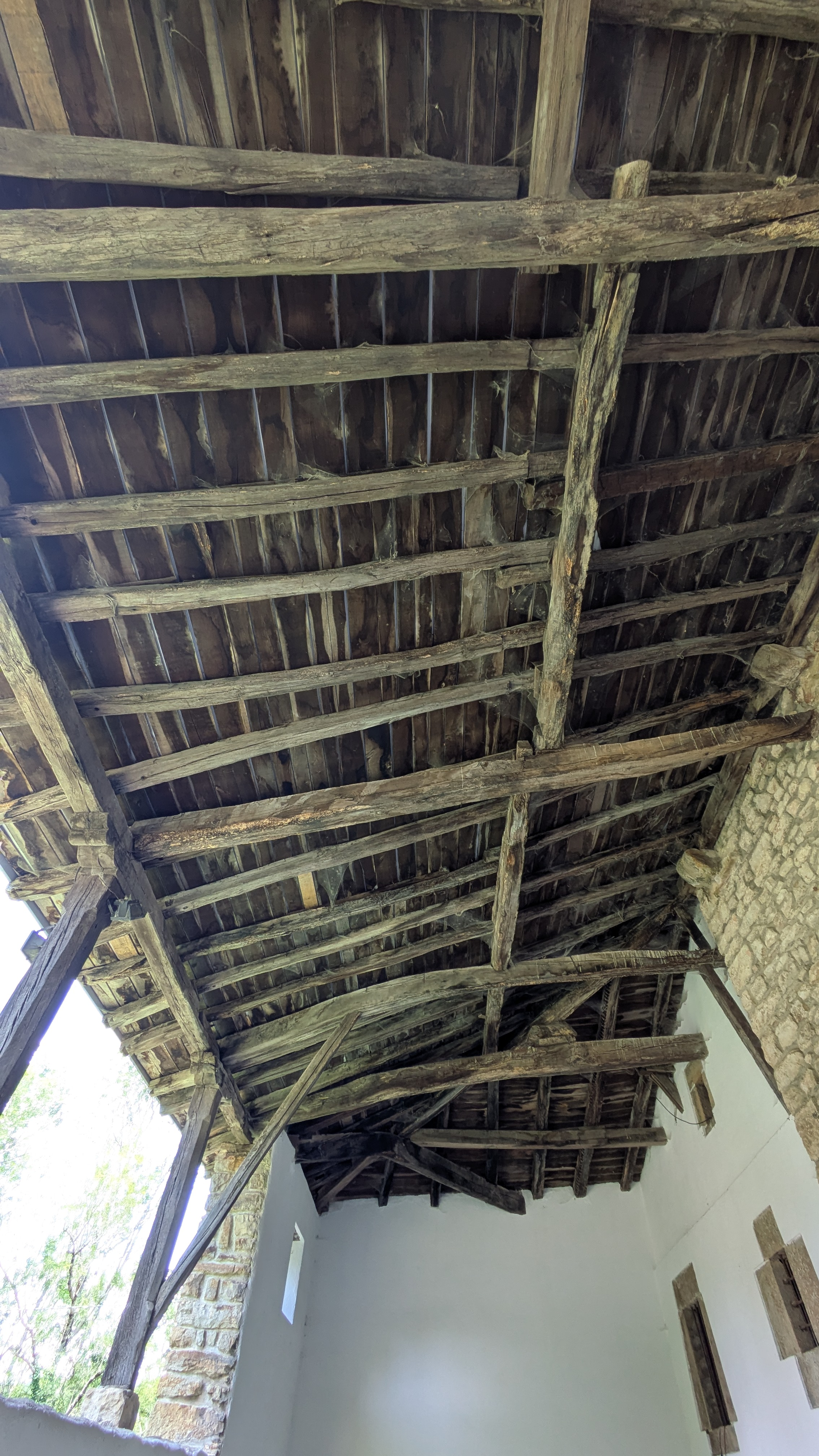
Techado de madera

### Ermita
Es un templo de carácter rural bien construido, con soportales de piedra caliza canteada y proporciones armoniosas que fue levantado en 1626. Cuatro pies apeados sobre un basamento corrido sostienen la techumbre de madera. Conserva parte del empedrado original que forma dibujos geométricos. La portada es rectangular. La fábrica del templo es también rectangular. La ermita ha tenido numerosas remodelaciones a lo largo de los siglos. En su interior guarda un altar y retablo churrigueresco presidido por la imagen de la Piedad. Además, conserva varias imágenes de los siglo XVI, siglo XVII y siglo XVIII.

### Plaza de toros
Anexo a la ermita, delante de la entrada, existe un cerramiento amurallado irregular, del que se dice que fue plaza de toros y vaquillas. Aseguran que es la plaza de toros más antigua del País Vasco.

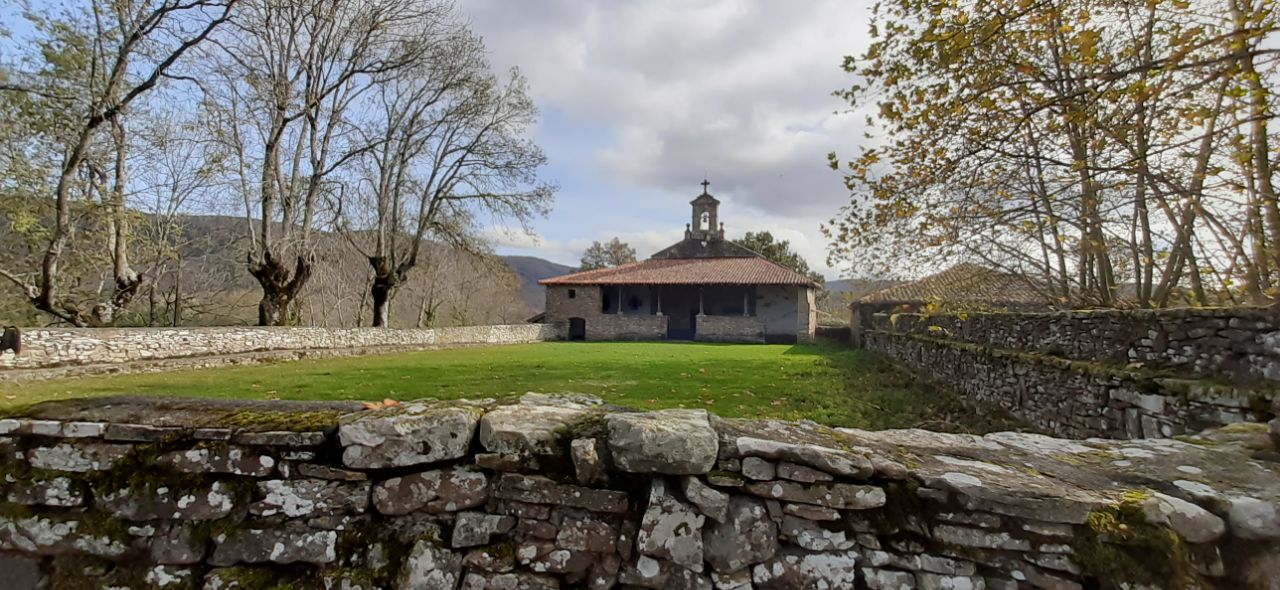
Plaza de toros frente a la ermita

La construcción forma un recinto semicircular irregular de 35,55 por 22,55 metros que se habilitaba para hacer corridas de toros y vaquillas. No se conservan ni los toriles ni parte de la tribuna original, que era de madera. La tribuna que se conserva es de piedra, a modo de un banco corrido, con una altura de 2,90 metros por el lado sur y 1,35 y 2,25 metros por el lado norte.
Junto al santuario existe un área recreativa con varias mesas, juegos infantiles y barbacoas. También existe un bar que abre los fines de semana y festivos.